# Слобідка-Балинська
Слобідка-Балинська — село в Україні, в Маківській сільській територіальній громаді, Кам'янець-Подільського району.

## Назва
Назва села складається з двох частин, перша його частина – Слобідка, вказує на тип поселення у часи його заснування, друга – Балинська, на те, що воно було приписано до Балина.

## Географія
Подільське село Слобідка-Балинська розташоване вздовж річки Мукша біля Подільських Товтр. Село знаходиться на горбах в низу протікає річка Мукша, межує зі селом Балин та селом Чечельник.

### Клімат
Слобідка-Балинська знаходяться в межах вологого континентального клімату із теплим літом.

## Історія
Згідно Подільських Єпархіальних відомостей село Слобідка–Балинська з'явилося на початку XVIII століття.
Селяни села Слобідки–Балинської, які проживали в XVIII століття були переважно православної віри сповідання.
В 1818 році тут нараховано 28 кріпосних. У 1840 році село Слобідку–Балинську купив поміщик Янович і в його руках та руках його спадкоємців село знаходилось більше п'ятдесяти років.
В 1905 році поруч існувало окреме село Фолюшки, тепер це південна частина сучасного села Слобідка-Балинська.
Внаслідок поразки визвольних змагань на початку XX століття, село надовго окуповане російсько-більшовицькими загарбниками.
Підчас встановлення радянської влади в 20-тих роках селяни села зазнали репресій.
У 1930 році було відкрито школу, де навчалось 40 учнів, у школі на той час було мало підручників.
1932-1933 роки були важкими для людей села, бо голод підкосив не одну сім'ю, через організований радянською владою голодомор.
1937-1938 роки відбулась колективізація.
1940 році у селі організували колгосп.
1941 пішли на фронт 221 чоловік зі села, повернулись не всі, також зі села забирали молодь до Німеччини.
У середині 70 років XX століття було бригадним селом Маківського колгоспу «Україна». У ті роки село розвивалось, побудовано магазини, клуб.
З 1991 року в складі незалежної України. 
13 серпня 2015 року шляхом об'єднання Маківської, Михайлівської та Чечельницької сільських рад село у складі Маківській сільській громаді, до цього органом місцевого самоврядування була Чечельницька сільська рада.
19 липня 2020 року, в результаті адміністративно-територіальної реформи та ліквідації Дунаєвецького району, село увійшло до складу Кам'янець-Подільського району.
4 вересня 2024 року селі Слобідка-Балинська відкрили пам'ятний знак учасникам російсько-української війни.

### Місцева легенда
«Є на території села під лісом пагорб називається «Монастирище», за легендою там був чоловічий монастир, коли хотіли спалити його, він пішов під землю».

## Населення
Кількість постійного населення за переписом 1989 року в селі склало 522 особи.
За переписом населення України 2001 року в селі мешкало 413 осіб.
Згідно даних 2015 року селі жило 313 осіб, населення села скоротилось на 24,21 % порівняно зі 2001 роком і на 40,04 % порівняно зі 1989 роком.
У 2020 році населення становило 287 осіб.

### Мова
У селі поширені західноподільська говірка та південноподільська говірка, що відносяться до подільського говору, який належить до південно-західного наріччя.
Розподіл населення за рідною мовою за даними перепису 2001 року:
| Мова       | Відсоток |
| ---------- | -------- |
| українська | 99,27 %  |
| російська  | 0,73 %   |

## Відомі люди

### Уродженці
- Мельник Сергій Сергійович — український військовослужбовець, учасник російсько-української війна.[6]
- Демчук Віктор В‘ячеславович — український військовослужбовець, учасник російсько-української війна.[7]

## Галерея

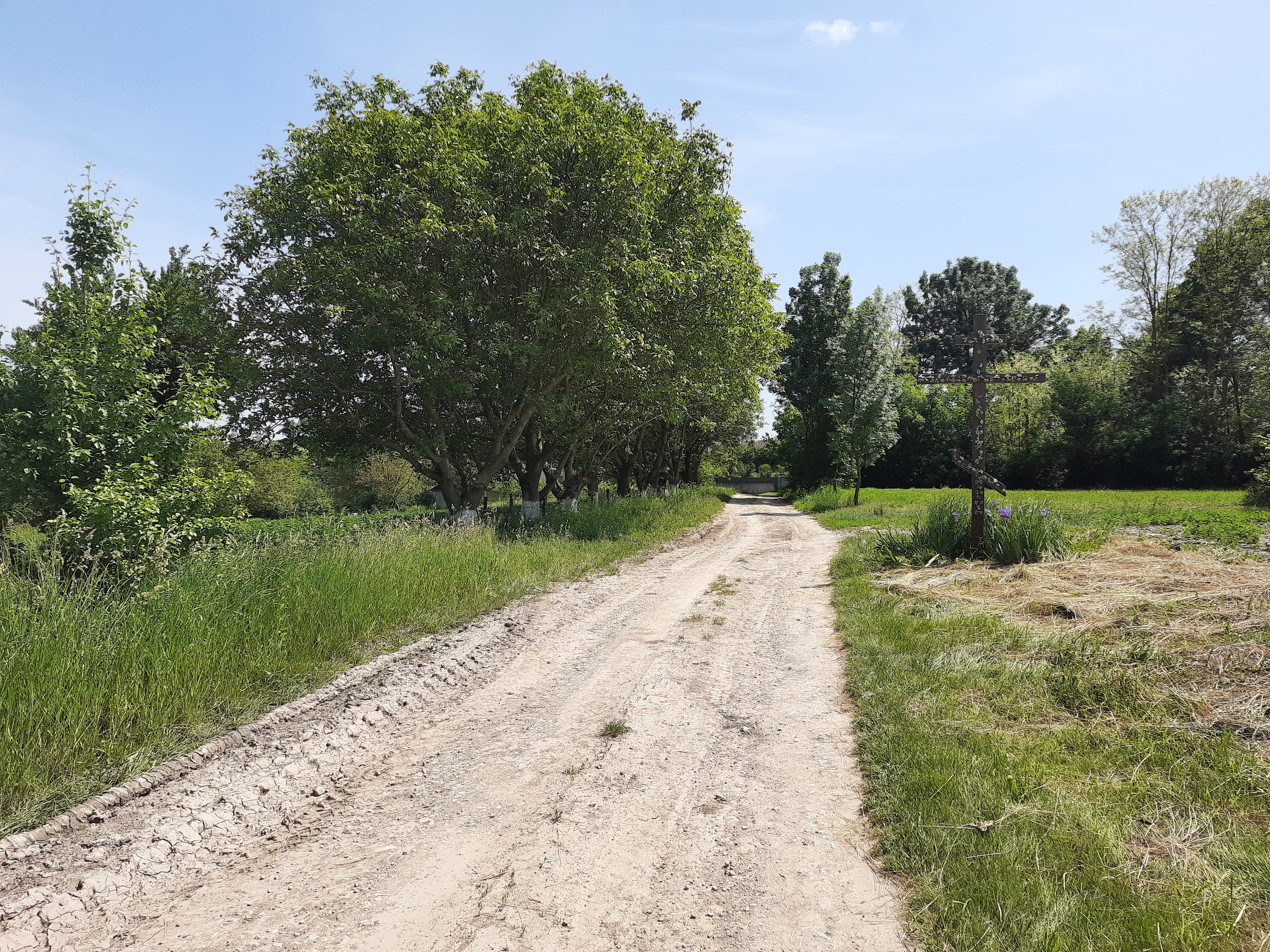
В'їзд у село
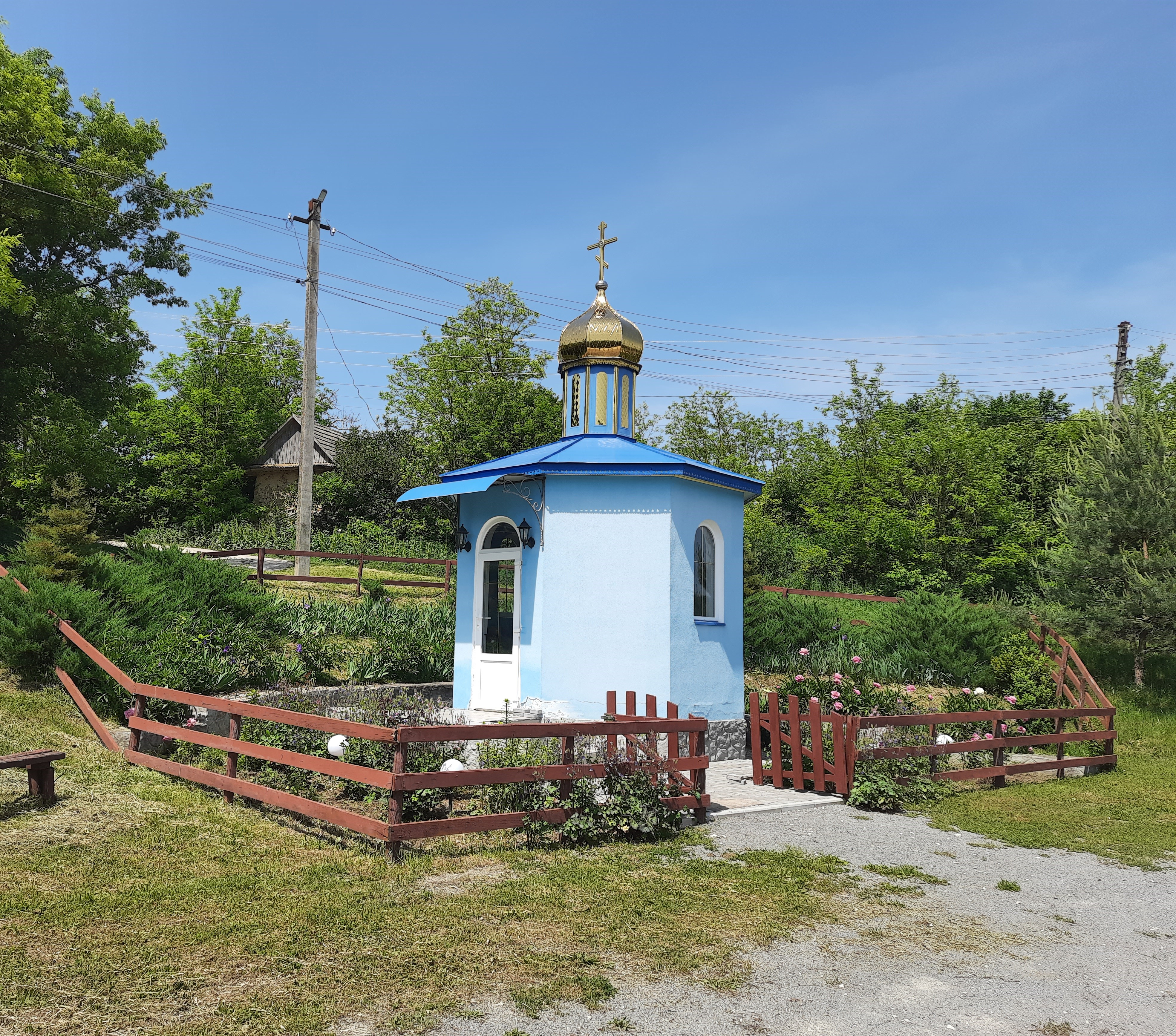
Капличка
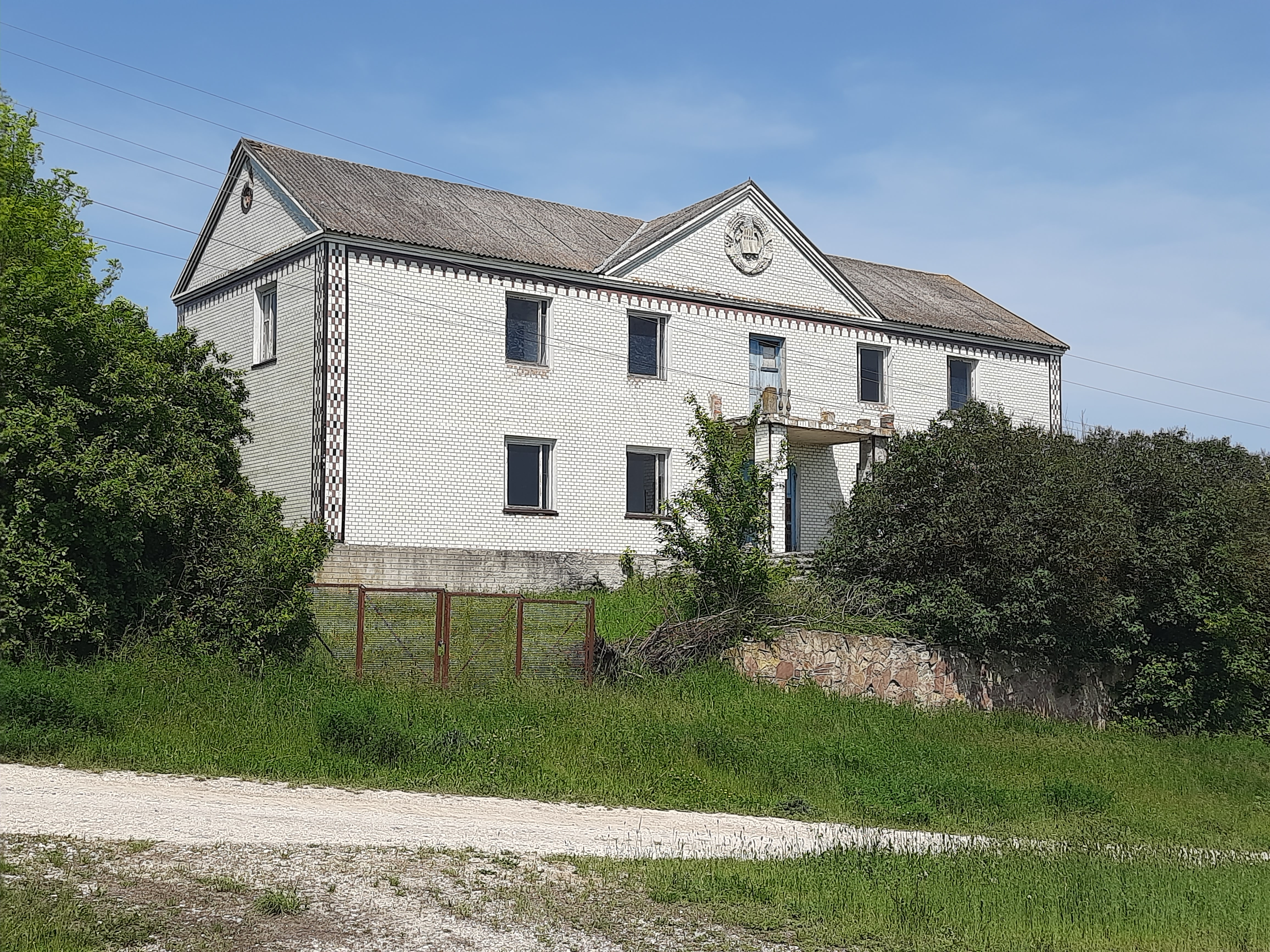
Будинок культури
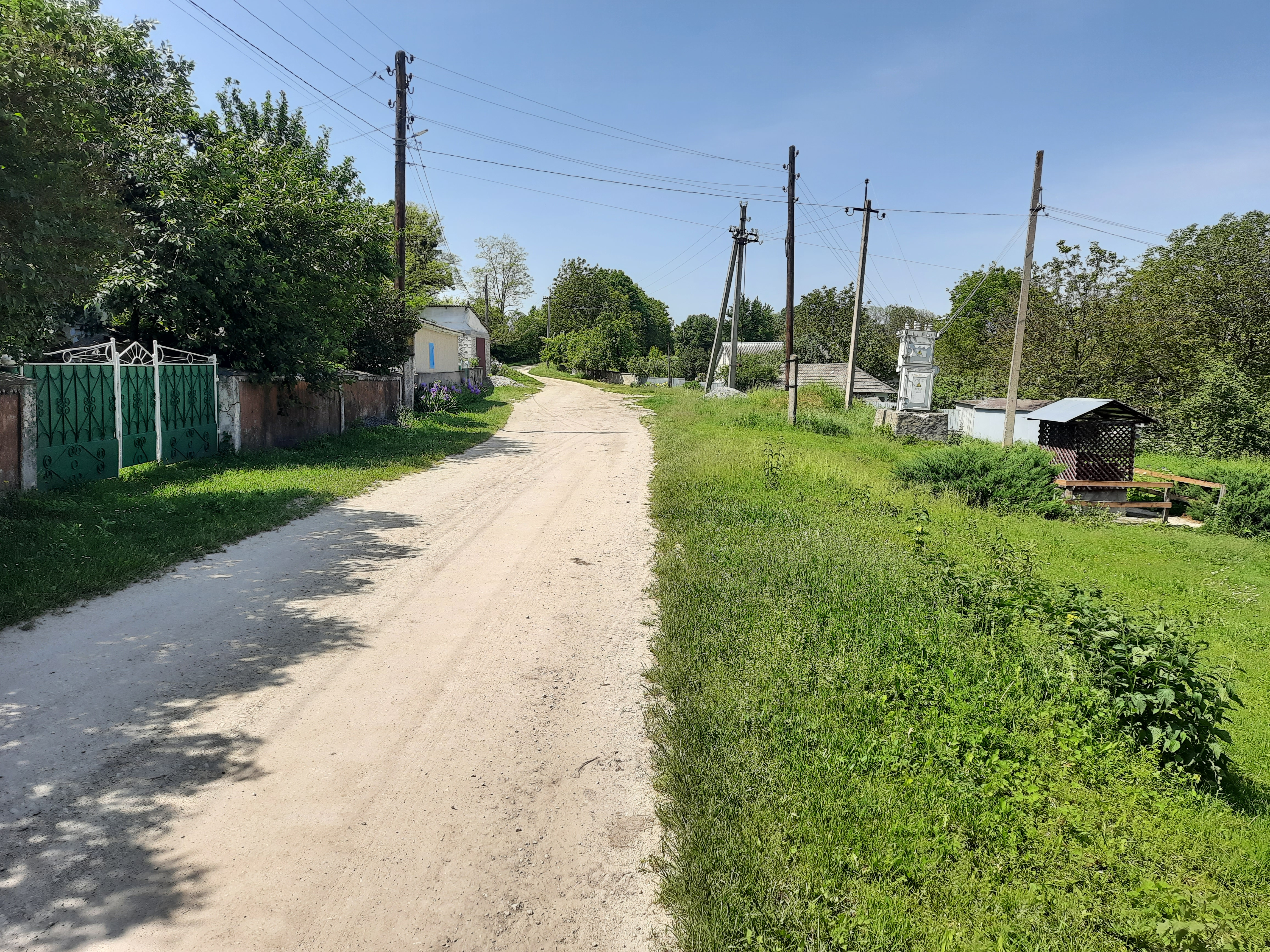
Сільська вулиця
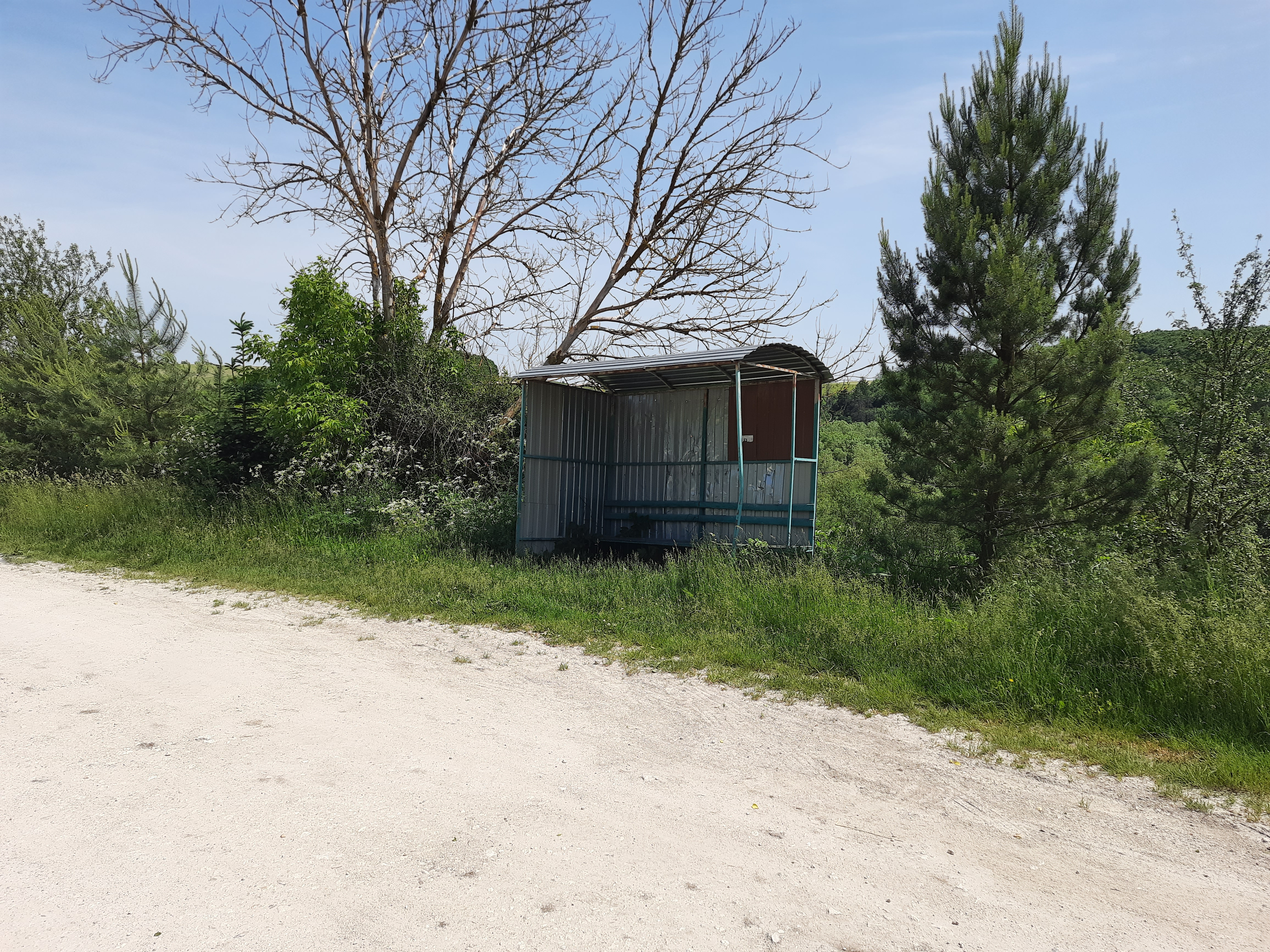
Автобусна зупинка
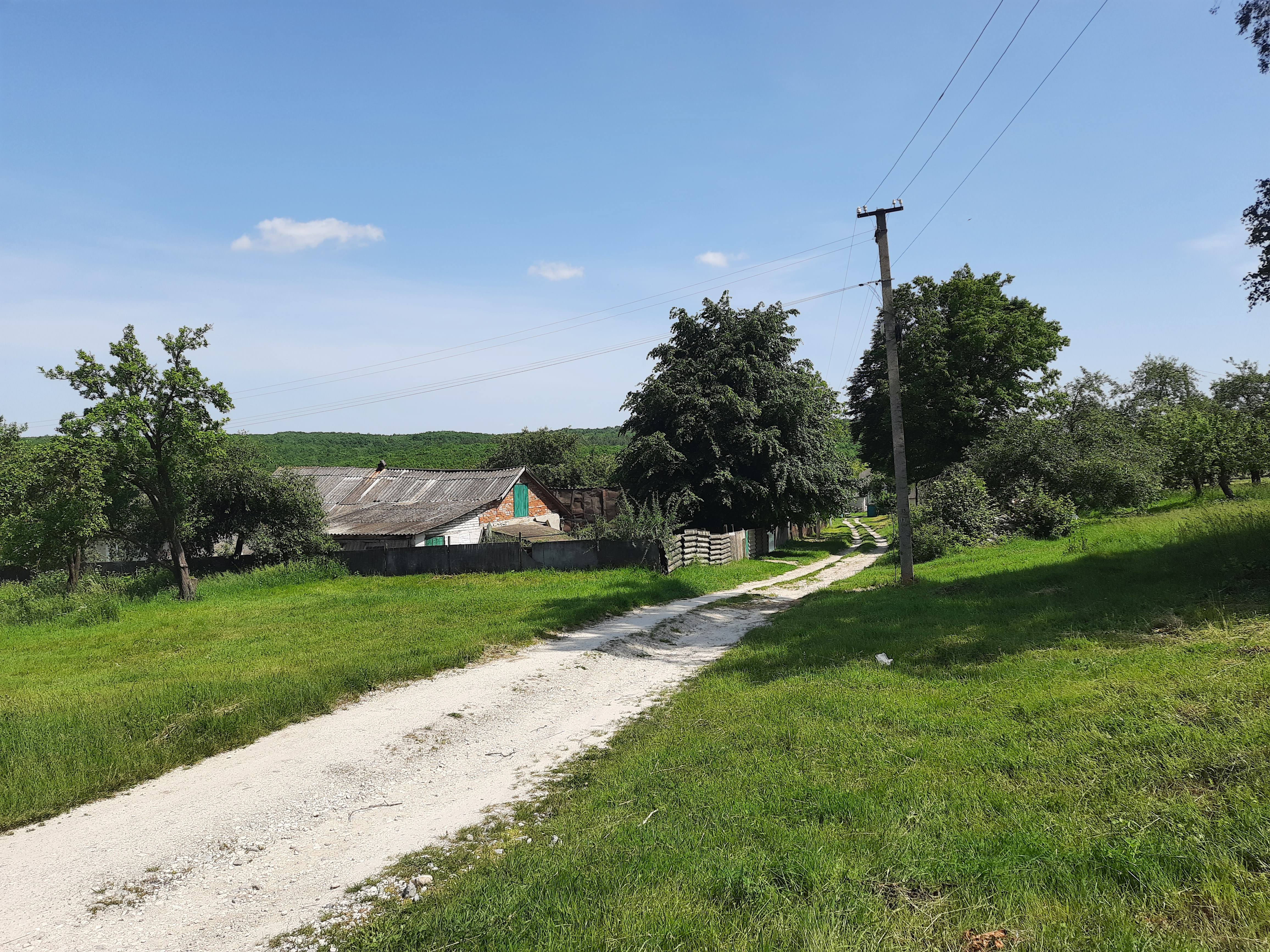
Сільський пейзаж
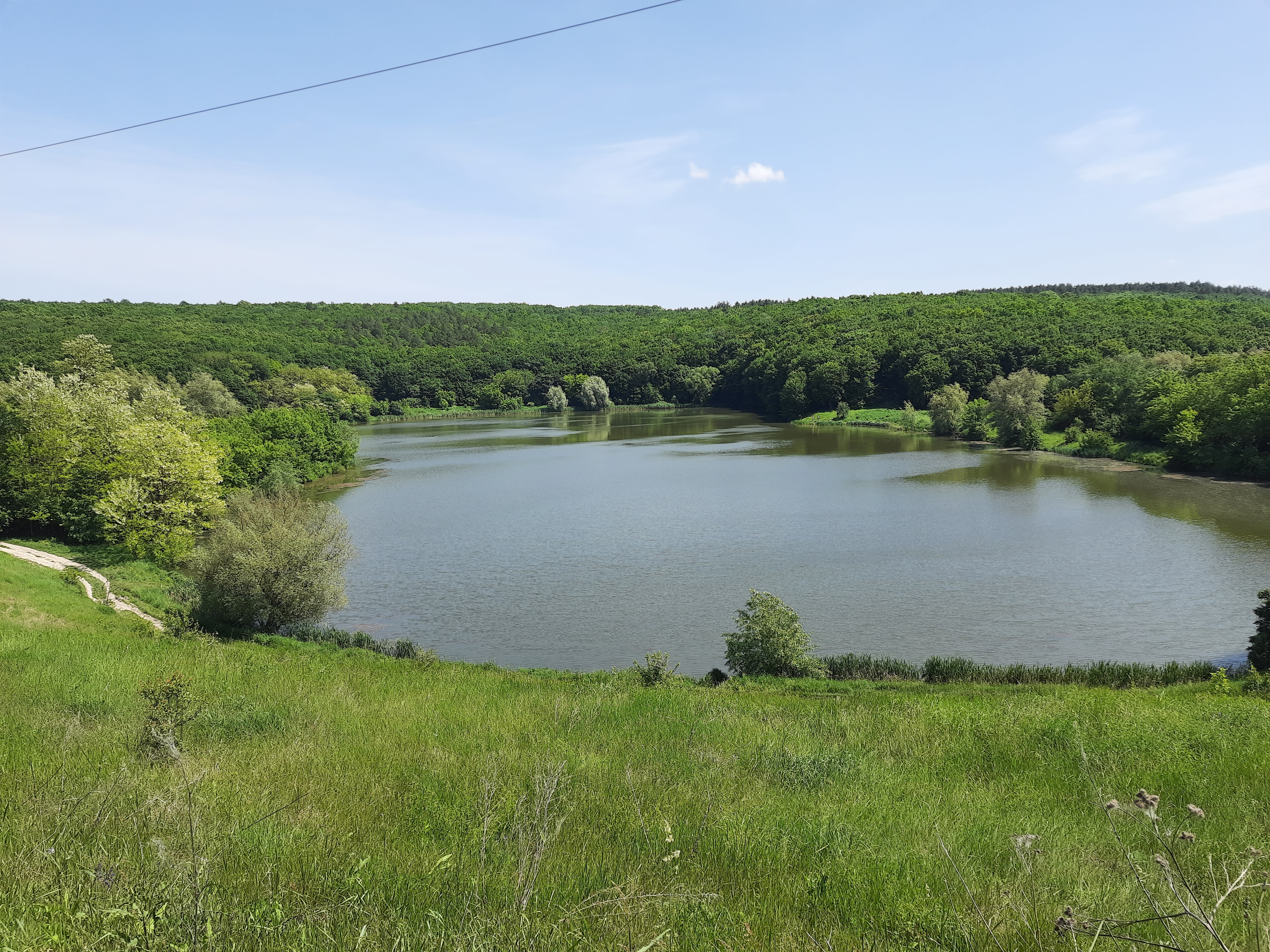
Став біля села